# Andrews näbbval
Andrews näbbval (Mesoplodon bowdoini), är en av de minst kända arterna i ett väldigt dåligt känt släkte. Det vetenskapliga namnet bowdoini är uppkallat efter George S. Bowdoin, en donator till American Museum of Natural History. Den här arten är noterbar för att inte ha observerats i det vilda sedan 2002.

## Beskrivning
Kroppen är ganska robust jämfört med andra medlemmar av släktet. Valens melon är ganska låg och näbben är kort och tunn. 
Huvudet har ibland en ljus fläck på sidorna, mer framträdande hos hanarna. Hanar, som i överlag är mörkgråa-svarta, har ett ljusare "sadelmärke" mellan blåshålet och ryggfenan. De bär också ärr som är typiska för släktet. Honor är skiffergråa med gråaktiga-vita sidor och buk. Bett från cigarrhajen förekommer hos båda könen. Honor antas uppnå en längd på minst 4,9 meter och hanar 4.5 meter. Ungar tros vara runt 2,2 meter långa när de föds.
Kalvningssäsongen kan äga rum under vår och sommar runt Nya Zeeland, annars är andra beteenden helt okända. 

## Population och utbredning
Arten lever i södra hemisfären, och dess exakta utbredning är oklar. 35 strandade individer har noterats i Australien och Nya Zeeland, Macquarieön, Falklandsöarna, Wales och Tristan da Cunha. De fynden kan betyda en cirkumpolär utbredning. Dock finns det inga bekräftade siktningar som stödjer detta.
Den här arten har aldrig jagats och det finns inga fynd som visar att den har fångats i fisknät.